# آبشار الد دونداس رود
آبشار الد دونداس رود (به انگلیسی: Old Dundas Road Falls) آبشاری است که در همیلتون (انتاریو)، کانادا واقع شده و ارتفاع کلی ریزشگاه آن ۲۴ متر (۷۹ فوت) است.